# Вудбери (Миннесота)
Вудбери (англ. Woodbury) — город в округе Вашингтон, штат Миннесота, США. На площади 92,2 км² (90,6 км² — суша, 1,6 км² — вода), согласно переписи 2010 года, проживают 61 961 человек. Плотность населения составляет 688,8 чел./км².

## История

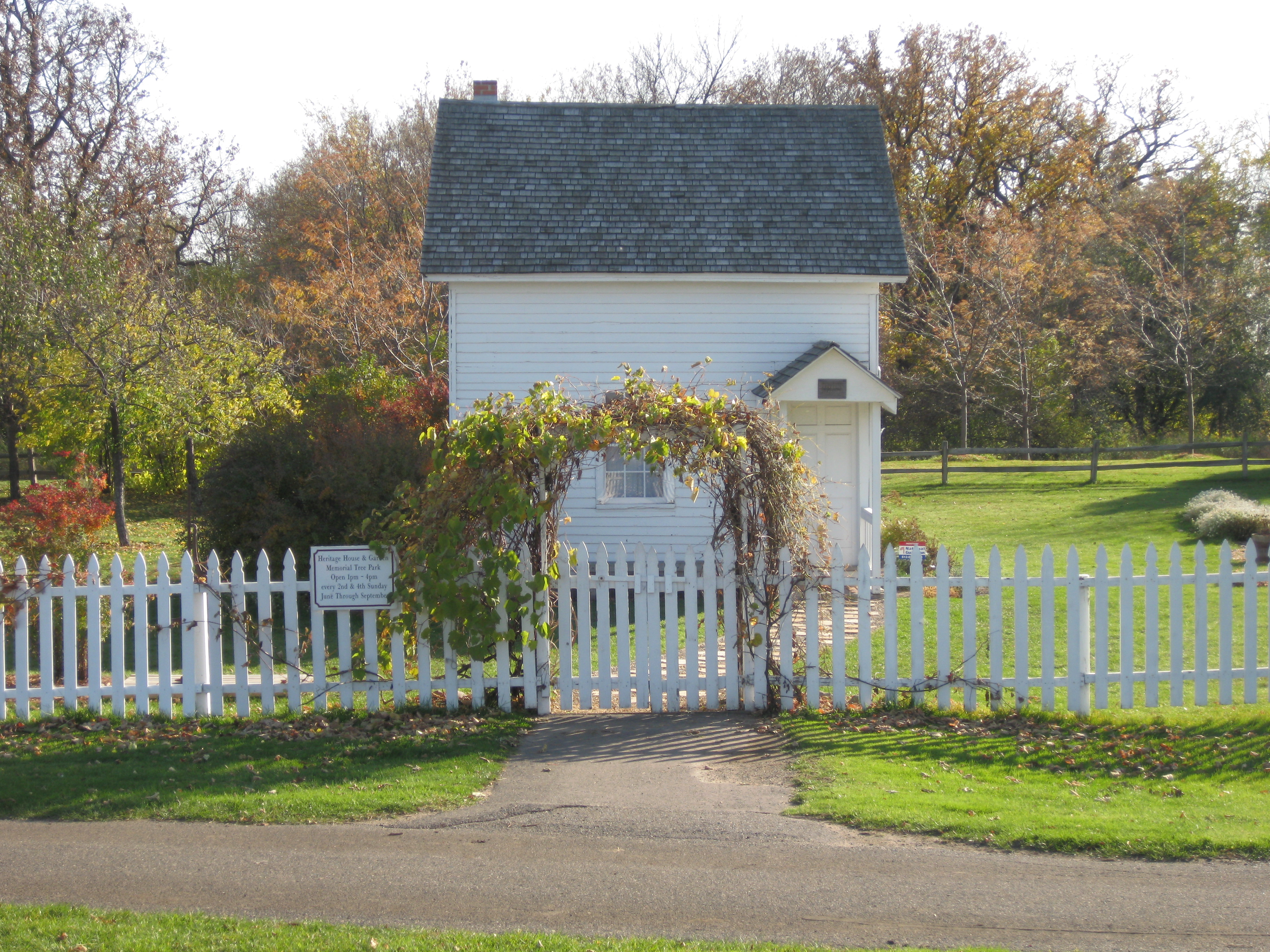
Историческое здание XIX века

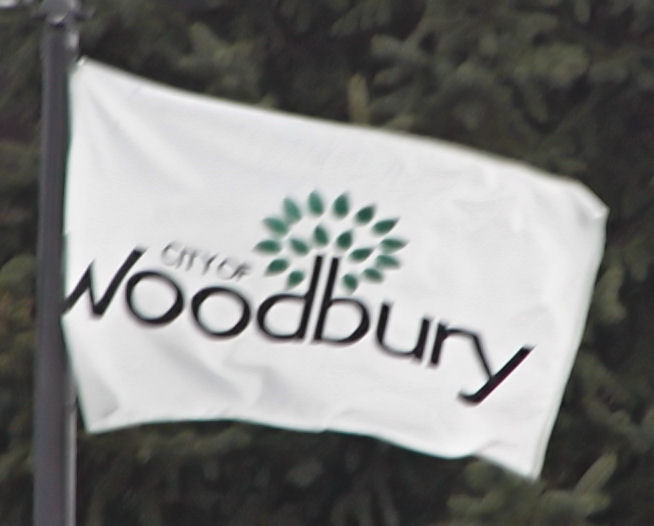
Флаг города Вудбери

Современный город является прямым продолжением тауншипа, образованного на Территории Миннесота после передачи её от индейцев правительству Соединённых Штатов. Первоначально поселение носило название Ред-Рок, но позднее было переименовано в Вудбери в честь судьи Верховного суда Леви Вудбери, когда было обнаружено, что в Миннесоте существует ещё одно поселение под названием Ред-Рок. Первые поселенцы появились в этом месте в 1844 году, когда территория тауншипа  представляла собой лес, после вырубки превращённый в сельхозугодья. Администрация тауншипа заработала в 1858 году. Одна из немногих сохранившихся местных ферм, Charles Spangenberg Farmstead, включена в Национальный реестр исторических мест США.
В 1955 году началась интенсивная застройка. Первым районом стал Woodbury Heights. Для управления разросшимся поселением требовалось создание муниципальной корпорации. Муниципальная комиссия штата предлагала при этом объединить Вудбери с Коттидж-Гров, однако при обоюдном согласии администраций предложение провалилось при голосовании населения. Коттидж-Гроув самостоятельно инкорпорировался в 1965 году, в 1967 году то же самое сделал и Вудбери.